# Софиевка (Воронежка област)
Софиевка (на руски: Софиевка) е село в Кантемировски район на Воронежка област на Русия, намиращо се на 5 km от Митрофановка и на 36 km северозападно от Кантемировка.
Влиза в състава на селището от селски тип Митрофановское.

## География

### Улици
- ул. Луговая,
- ул. Полевая.

## История
Селото е основано от украински заселници в средата на 18 век. Първоначално името на хутора е било от името на първозаселника Фомин. През 1779 г. крепостният хутор на помешчика С. И. Тевяшов има 41 къщи. Впоследствие преминава във владение на помешчиците Черткови и получава името си Софиевка по името на един от членовете на семейството.
През 1900 г. в селото има 114 къщи и 700 жители, училище, обществено здание, 2 лавки – за мляко и за вино.
През пролетта на 1918 г. в Софиевка е установена съветска власт. В периода на колективизация в селото е създаден колхоз.
По данни от 1995 г., в селото има 112 къщи и 275 жители, начално училище и магазин.

## Население
| 2010 |
| ---- |
| 143  |